# José Camilo Gallardo
José Camilo Gallardo Sotomayor (Santiago de Chile, 1774 - Talca, ?) fue un impresor y tipógrafo chileno conocido por ser el pionero de su rubro en la historia de Chile.

## Biografía
Nacido en Santiago en 1774, de acuerdo a su acta de bautismo en la Catedral Metropolitana el 21 de julio de ese año. Desde muy joven manifestó su interés por las artes gráficas, actividad poco desarrollada en la época del Chile colonial. A temprana edad fue nombrado Bedel Mayor de la Real Universidad de San Felipe, donde comenzó a desempeñarse en funciones vinculadas a las impresiones, fundando un taller experimental, con las maquinarias y utensilios traídos a Chile por el sacerdote jesuita Carlos Haymhausen, que le permitió perfeccionarse en las técnicas de impresión, grabado y tipografía. Gallardo adquirió notoriedad al haber sido el impresor de las invitaciones al Cabildo Abierto —incunable chileno—, que finalmente derivó en la Primera Junta Nacional de Gobierno de Chile, así como también la impresión de los documentos y otros papeles del recién formado gobierno republicano. Asimismo, Gallardo se adjudicó el arriendo de la «Imprenta del Superior Gobierno», accediendo al cargo de director de la institución.
Posteriormente y una vez concretada la independencia de Chile durante la Patria Vieja, fue el encargado de las impresiones del periódico El Monitor Araucano, el segundo de la historia de la prensa chilena, así como también del tercer periódico nacional, el El Semanario Republicano, hasta su cierre en octubre de 1813.

## Vida personal
Contrajo matrimonio con Mercedes Font, con la que tuvo dos hijos: Rosalía y Galvarino, cuyo hijo de este último fue Galvarino Gallardo, destacado periodista, político y diplomático chileno.